# Dinah Shore
Dinah Shore (tên khai sinh Frances Rose Shore; ngày 29 tháng 2 năm 1916 - ngày 24 tháng 2 năm 1994) là một ca sĩ, nữ diễn viên, nhân vật truyền hình người Mỹ. Bà là giọng ca nữ hàng đầu bảng xếp hạng của những năm 1940. Bà đạt tới đỉnh cao của sự nổi tiếng với vai trò một nghệ sĩ thu âm trong thời kỳ Big Band của những năm 1940 và 1950, nhưng đã đạt được thành công lớn hơn một thập kỷ sau đó trên truyền hình, chủ yếu với vai trò người dẫn chương trình của một loạt các chương trình tạp kỹ cho Chevrolet.

## Các bản thu âm được xếp hạng
| Năm  | Đĩa đơn                                                                                | Vị trí trên bảng xếp hạng | Vị trí trên bảng xếp hạng |
| Năm  | Đĩa đơn                                                                                | US                        | US R&B                    |
| ---- | -------------------------------------------------------------------------------------- | ------------------------- | ------------------------- |
| 1940 | "The Breeze and I"(with Xavier Cugat)                                                  | 13                        | —                         |
| 1940 | "You Can't Brush Me Off"(with Dick Todd)                                               | 24                        | —                         |
| 1940 | "Whatever Happened To You?"(with Xavier Cugat)                                         | 22                        | —                         |
| 1940 | "The Rumba-Cardi"(with Xavier Cugat)                                                   | 19                        | —                         |
| 1940 | "Maybe"                                                                                | 17                        | —                         |
| 1940 | "Yes, My Darling Daughter"                                                             | 10                        | —                         |
| 1941 | "My Man"                                                                               | 23                        | —                         |
| 1941 | "I Hear a Rhapsody"                                                                    | 9                         | —                         |
| 1941 | "I Do, Do You?"                                                                        | 22                        | —                         |
| 1941 | "Do You Care?"                                                                         | 21                        | —                         |
| 1941 | "Quiéreme Mucho"(with Xavier Cugat)                                                    | 16                        | —                         |
| 1941 | "Jim"                                                                                  | 5                         | —                         |
| 1942 | "I Got It Bad (and That Ain't Good)"                                                   | 19                        | —                         |
| 1942 | "Blues in the Night"                                                                   | 4                         | —                         |
| 1942 | "Miss You"                                                                             | 8                         | —                         |
| 1942 | "I Don't Want to Walk Without You"                                                     | 12                        | —                         |
| 1942 | "Goodnight, Captain Curly-Head"                                                        | 23                        | —                         |
| 1942 | "Skylark"                                                                              | 5                         | —                         |
| 1942 | "One Dozen Roses"                                                                      | 8                         | —                         |
| 1942 | "Sleepy Lagoon"                                                                        | 12                        | —                         |
| 1942 | "He Wears a Pair of Silver Wings"                                                      | 16                        | —                         |
| 1942 | "Mad About Him, Sad Without Him, How Can I Be Glad Without Him Blues"                  | 18                        | —                         |
| 1942 | "He's My Guy"                                                                          | 20                        | —                         |
| 1942 | "Dearly Beloved"                                                                       | 10                        | —                         |
| 1943 | "(As Long As You're Not In Love With Anyone Else) Why Don't You Fall In Love With Me?" | 3                         | —                         |
| 1943 | "You'd Be So Nice to Come Home To"                                                     | 3                         | 10                        |
| 1943 | "Murder He Says"                                                                       | 5                         | —                         |
| 1943 | "Something to Remember You By"                                                         | 18                        | —                         |
| 1944 | "I'll Walk Alone"                                                                      | 1                         | 10                        |
| 1944 | "Together"                                                                             | 19                        | —                         |
| 1945 | "Sleigh Ride in July"                                                                  | 8                         | —                         |
| 1945 | "Candy"                                                                                | 5                         | —                         |
| 1945 | "He's Home for a Little While"                                                         | 11                        | —                         |
| 1945 | "Along the Navajo Trail"                                                               | 7                         | —                         |
| 1945 | "But I Did"                                                                            | 16                        | —                         |
| 1945 | "My Guy's Come Back"                                                                   | 14                        | —                         |
| 1946 | "Personality"                                                                          | 10                        | —                         |
| 1946 | "Shoo-Fly Pie and Apple Pan Dowdy"                                                     | 6                         | —                         |
| 1946 | "Laughing On the Outside (Crying On the Inside)"                                       | 3                         | —                         |
| 1946 | "The Gypsy"                                                                            | 1                         | —                         |
| 1946 | "All That Glitters Is Not Gold"                                                        | 9                         | —                         |
| 1946 | "Doin' What Comes Natur'lly"                                                           | 3                         | —                         |
| 1946 | "You Keep Coming Back Like a Song"                                                     | 5                         | —                         |
| 1947 | "(I Love You) For Sentimental Reasons"                                                 | 2                         | —                         |
| 1947 | "The Anniversary Song"                                                                 | 1                         | —                         |
| 1947 | "The Egg and I"                                                                        | 16                        | —                         |
| 1947 | "When Am I Gonna Kiss You Good Morning?"                                               | 23                        | —                         |
| 1947 | "Tallahassee"(with Woody Herman)                                                       | 15                        | —                         |
| 1947 | "I Wish I Didn't Love You So"                                                          | 2                         | —                         |
| 1947 | "You Do"                                                                               | 4                         | —                         |
| 1947 | "It Takes a Long, Long Train With a Red Caboose (To Carry My Blues Away)"              | 23                        | —                         |
| 1947 | "Golden Earrings"                                                                      | 25                        | —                         |
| 1947 | "How Soon (Will I Be Seeing You)"                                                      | 8                         | —                         |
| 1947 | "At the Candlelight Cafe"                                                              | 24                        | —                         |
| 1948 | "The Best Things in Life Are Free"                                                     | 18                        | —                         |
| 1948 | "Little White Lies"                                                                    | 11                        | —                         |
| 1948 | "Buttons and Bows"                                                                     | 1                         | —                         |
| 1948 | "Lavender Blue (Dilly Dilly)"                                                          | 9                         | —                         |
| 1949 | "Far Away Places"                                                                      | 14                        | —                         |
| 1949 | "So in Love"                                                                           | 20                        | —                         |
| 1949 | "Forever and Ever"                                                                     | 12                        | —                         |
| 1949 | "Baby, It's Cold Outside"(with Buddy Clark)                                            | 4                         | —                         |
| 1949 | "A Wonderful Guy"                                                                      | 22                        | —                         |
| 1949 | "Dear Hearts and Gentle People"                                                        | 2                         | —                         |
| 1950 | "Bibbidi-Bobbidi-Boo"                                                                  | 25                        | —                         |
| 1950 | "It's So Nice to Have a Man Around the House"                                          | 20                        | —                         |
| 1950 | "Can Anyone Explain? (No! No! No!)"                                                    | 29                        | —                         |
| 1950 | "My Heart Cries for You"                                                               | 3                         | —                         |
| 1950 | "Nobody's Chasing Me"                                                                  | 18                        | —                         |
| 1951 | "A Penny a Kiss"(with Tony Martin)                                                     | 8                         | —                         |
| 1951 | "In Your Arms"(with Tony Martin)                                                       | 24                        | —                         |
| 1951 | "You're Just in Love"                                                                  | 29                        | —                         |
| 1951 | "Sweet Violets"                                                                        | 3                         | —                         |
| 1951 | "The Musicians"(with Tony Martin, Betty Hutton & Phil Harris)                          | 18                        | —                         |
| 1952 | "Delicado"                                                                             | 28                        | —                         |
| 1952 | "Blues In Advance"                                                                     | 20                        | —                         |
| 1953 | "Salomee (With Her Seven Veils)"                                                       | 22                        | —                         |
| 1953 | "Sweet Thing"                                                                          | 27                        | —                         |
| 1953 | "Blue Canary"                                                                          | 11                        | —                         |
| 1954 | "Changing Partners"                                                                    | 12                        | —                         |
| 1954 | "Pass the Jam, Sam"                                                                    | 28                        | —                         |
| 1954 | "If I Give My Heart To You"                                                            | 28                        | —                         |
| 1955 | "Whatever Lola Wants (Lola Gets)"                                                      | 12                        | —                         |
| 1955 | "Love and Marriage"                                                                    | 20                        | —                         |
| 1956 | "Stolen Love"                                                                          | 73                        | —                         |
| 1956 | "I Could Have Danced All Night"                                                        | 93                        | —                         |
| 1957 | "Chantez-Chantez"                                                                      | 19                        | —                         |
| 1957 | "The Cattle Call"                                                                      | 92                        | —                         |
| 1957 | "Fascination"                                                                          | 15                        | —                         |
| 1957 | "I'll Never Say Never Again Again"                                                     | 24                        | —                         |
| 1960 | "I Ain't Down Yet"                                                                     | 103                       | —                         |

## Album nhạc
- NBC's Chamber Music Society of Lower Basin Street (1941, RCA Victor Records 78 Set P-56 Three Record Set)
- Musical Orchids (1943, RCA Victor Records 78 rpm Four Record Set)
- Gershwin Show Hits (1945, RCA Victor Records 78 rpm Three Record Set)
- Bongo from Walt Disney (1947, Columbia Records 78 rpm Three Record Set)
- A Date With Dinah (1948, Columbia Records 78 rpm Four Record Set)
- The Blue Velvet Voice of Dinah Shore (1948, Victor 78 rpm Five Record Set)
- Dinah Shore Sings (1949, Columbia 10")
- Reminiscing (1949, Columbia 10")
- Torch Songs (1950, Columbia Set D-1 10")
- Dinah Shore & Sidney Bechet ~ Lower Basin Street (1950, RCA Victor 78 Set P-56 Four Record Set)
- The King and I (1951, RCA Victor 10")
- Dinah Shore ~ Lower Basin Street Volume 2 (1951, RCA Victor 78rpm Four Record Set)
- Dinah Shore Sings the Blues (1953, RCA Victor 10")
- Call Me Madam Original Cast (1953, RCA Victor 10")
- The Dinah Shore TV Show (1954, RCA 10", 1955, RCA Victor 12")
- Holding Hands at Midnight (1955, RCA Victor)
- Bouquet of Blues (1956, RCA Victor)
- Call Me Madam Original Cast (1956, RCA Victor)
- Dinah Shore Sings Porter and Rodgers (1957, Harmony)
- Love Songs (1958, Harmony)
- General Motors 50th Anniversary Show (1958, RCA Victor)
- Moments Like These (1958, RCA Victor)
- Dinah, Yes Indeed! (1958, Capitol)
- Lower Basin Street (1959, RCA Camden)
- I'm Your Girl (1959, RCA Camden)
- Lavender Blue (1959, Harmony)
- Somebody Loves Me (1959, Capitol)
- Dinah Sings Some Blues with Red (1960, Capitol)
- Vivacious (1960, RCA Camden)
- Buttons and Bows (1960, Harmony)
- Dinah Sings, Previn Plays (1961, Capitol)
- Dinah Down Home! (1962, Capitol)
- The Fabulous Hits of Dinah Shore (1962, Capitol)
- My Very Best to You (1963, Capitol)
- Lower Basin Street Revisited (1965, Reprise)
- Songs for Sometime Losers (1967, Project 3)
- Country Feelin' (1969, Decca)
- Once Upon a Summertime (1975, Stanyan)
- Dinah! (1976, Capitol)
- I've Got a Song (1979, CTW/Sesame Street)

## Phim ảnh
- Thank Your Lucky Stars (1943)
- Up in Arms (1944)
- Follow the Boys (1944)
- Belle of the Yukon (1944)
- Make Mine Music (1946) (voice)
- Till the Clouds Roll By (1946)
- Fun and Fancy Free (1947) (voice)
- Bongo (1947) (short subject) (voice)
- Aaron Slick from Punkin Crick (1952)
- A Great New Star (1952) (short subject)
- Screen Snapshots: Hollywood Stars on Parade (1954) (short subject)
- Screen Snapshots: Hollywood Small Fry (1956) (short subject)
- Premier Khrushchev in the USA (1959) (documentary)
- Oh, God! (1977) (Cameo)
- HealtH (1980) (Cameo)

## Truyền hình
- The Dinah Shore Chevy Show (11/27/1951–7/18/1957) 15 phút
- The Dinah Shore Chevy Show (10/5/1956–6/14/1957) 60 minute monthly specials
- The Dinah Shore Chevy Show (10/20/1957–6/26/1961) 60 phút
- Danny Thomas Show  (episodes:"The Dinah Shore Show";10/28/1957-"Dinah Shore and Danny are Rivals"; 12/8/1958)
- The Dinah Shore Special (10/6/1961–5/12/1963) 60 phút, monthly specials
- The Dinah Shore Special (2/15/1965)
- The Dinah Shore Special: Like Hep (4/13/1969)
- Dinah's Place (8/3/1970–7/26/1974)
- Dinah in Search of the Ideal Man (11/18/1973)
- Hold That Pose (1971) (one week pilot for series)
- Dinah Shore: In Search of the Ideal Man (1973)
- Dinah! (9/9/1974–9/7/1979)
- Dinah and Friends (9/10/1979–9/5/1980)
- "Mary Hartman, Mary Hartman" (April 1976) Guest appearance as herself
- Dinah and Her New Best Friends (6/5/1976–7/31/1976 summer series)
- The Carol Burnett Show, Episode 1002 (guest star, Aired: ngày 13 tháng 11 năm 1976)
- Pee-wee's Playhouse Christmas Special (guest star 1988)
- Murder, She Wrote (episode: "Alma Murder"; 1989) (as Emily Dyers)
- Conversations with Dinah (1989–1991)

## Phát thanh
| Năm  | Chương trình         | Episode/nguồn      |
| ---- | -------------------- | ------------------ |
| 1945 | Screen Guild Players | Belle of the Yukon |